# 陝西汽車控股集団
陝西汽車控股集団（せんせいきしゃここしゅうだん、中国語: 陕西汽车控股集团有限公司、英語: Shaanxi Automobile Group Co., Ltd.、略称: 中: 陕汽控股、陕汽集団）は、中国、西安市に本拠を置く自動車メーカー。軽自動車、バス、トラック、軍用車両、特殊車両、車軸などの開発や製造を行うほか、カミンズ製エンジンのライセンス生産も行う。また、中国人民解放軍向けの大型車両に関する主要サプライヤーであり、50年に渡り軍用車両の研究開発と製造も手掛けている。
グループは1968年に設立された陝西自動車工場（陕西汽车制造厂）が前身となっており、2020年時点で従業員数は2万8千名を数え、資産総額は590億元（約6兆2300億円）であり、自動車製造、運輸、研究開発の3つのコアブランドを抱え、6社の主要子会社の他に100を超える関連子会社で構成される。

## 歴史
1964年、戦争と飢餓に備えることを主な目的とした中華人民共和国国家計画委員会によって計画された大規模な国家インフラストラクチャ建設計画である「三線建設」に基づき、中国第二自動車製造工場（東風汽車集団）、四川汽車製造工場（上海依維柯紅岩）と共に、陝西自動車の設立が国家計画委員会に承認されたことで開始され、陝西自動車は陝西省、宝鶏市の岐山県に工場の建設が行われている。
1968年2月28日、陝西自動車の準備事務所が開所しており、この年の6月に第一機械省自動車局主導により北京自動車製造工場（北京汽車）、南京自動車工場エンジン支店（南京汽車）、杭州自動車エンジン工場（広州汽車集団）3社による陝西自動車の主要製造ラインでの製造に関する契約が取り交わされている。また、工員に関しては北京自動車と南京自動車から陝西自動車に対して1,100名の人事異動が行われている。これにより5トン積みの軍用不整地向けトラックの開発を開始しており、12月に「SX250」5トン積み不整地トラックの試作車が完成している。なお試作車はその後、中国の核実験施設での廃棄が行われている。
1969年に製造を開始し、試作車である「SX250」は1970年12月26日に軍に対し納入が行われており、その後4回に渡る試験や改良が加えられ、最終的に1974年に完成している。1975年には工場の全てが完成したことで民間向け一般車両の開発も開始しており、1978年に工場の検査に合格したことで本格的な稼働が開始されている。その後、13.5トン積みのトラックや12トン積みのダンプトラックなど次々と車両開発を行っている。
1985年12月にオーストリアのシュタイア・ダイムラー・プフから「シュタイアー91」の製造に関する技術供与を受けたことで、現在の西安に組み立てと車体製造に関する新工場の建設を開始しており、1987年に製造が開始されている。1988年6月3日、陝西自動車工場から陝西自動車本工場へと改称を行っている。
海外市場ではトラックはMANと協力したことで双方の名称からシャクマン（Shacman）ブランドとして販売され、バスシャシーシはユーロスターバス（EurostarBus）ブランドとして販売が行わており、車両製造に関しMANのほかにマグナ・シュタイアの技術なども導入されている。

## 画像

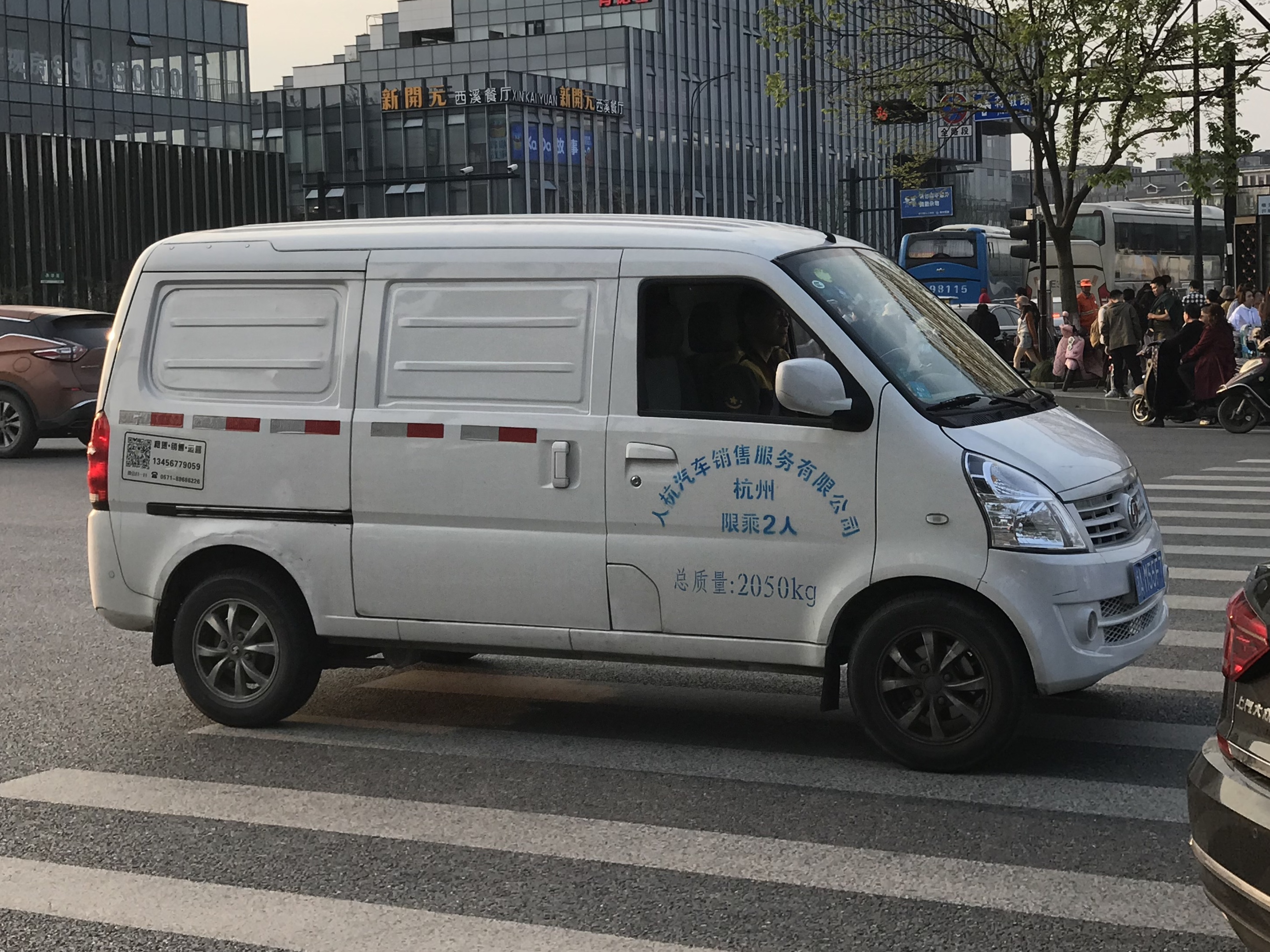
Shaanxi Tongjia Fujia
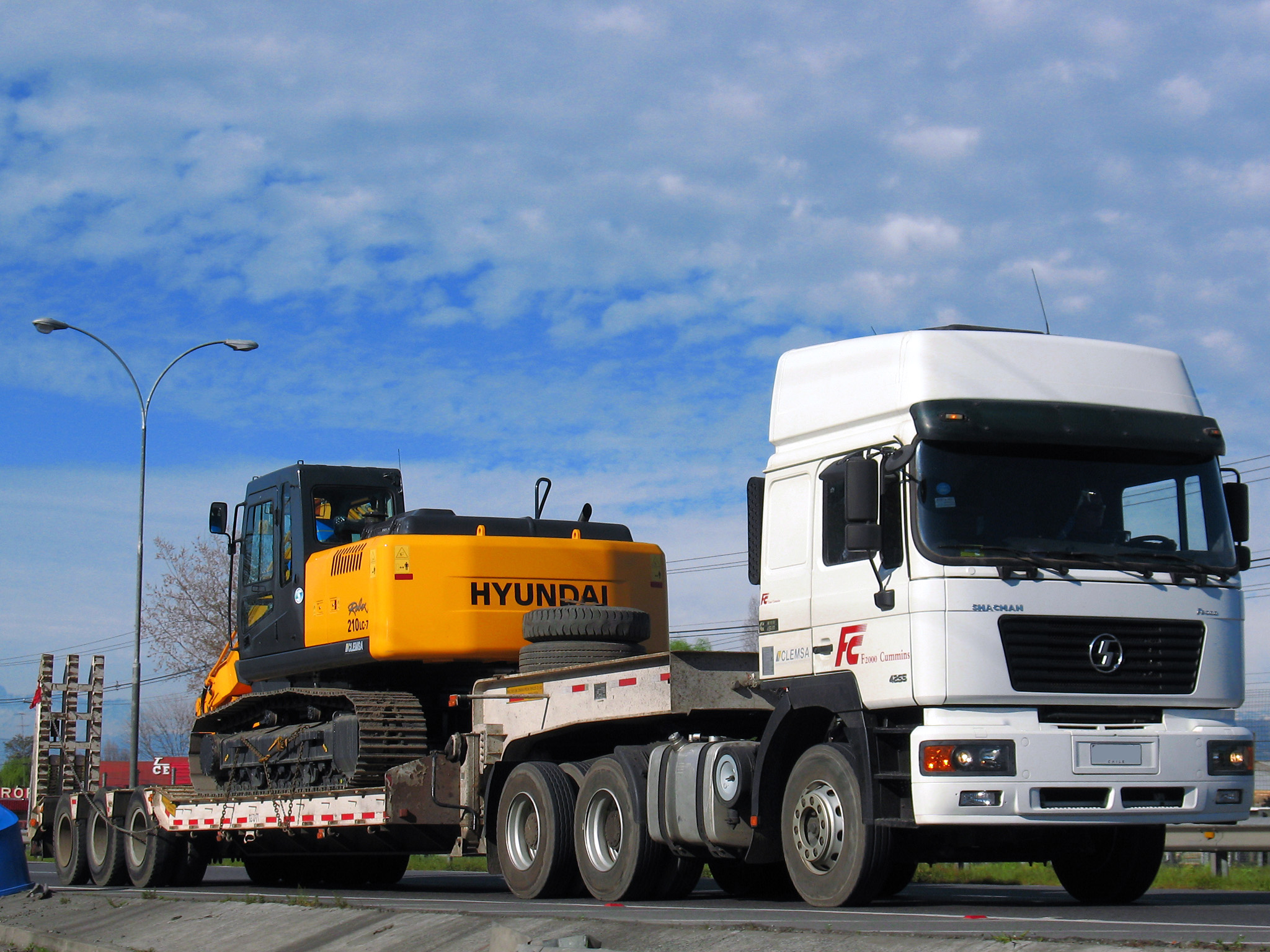
Shacman F 2000
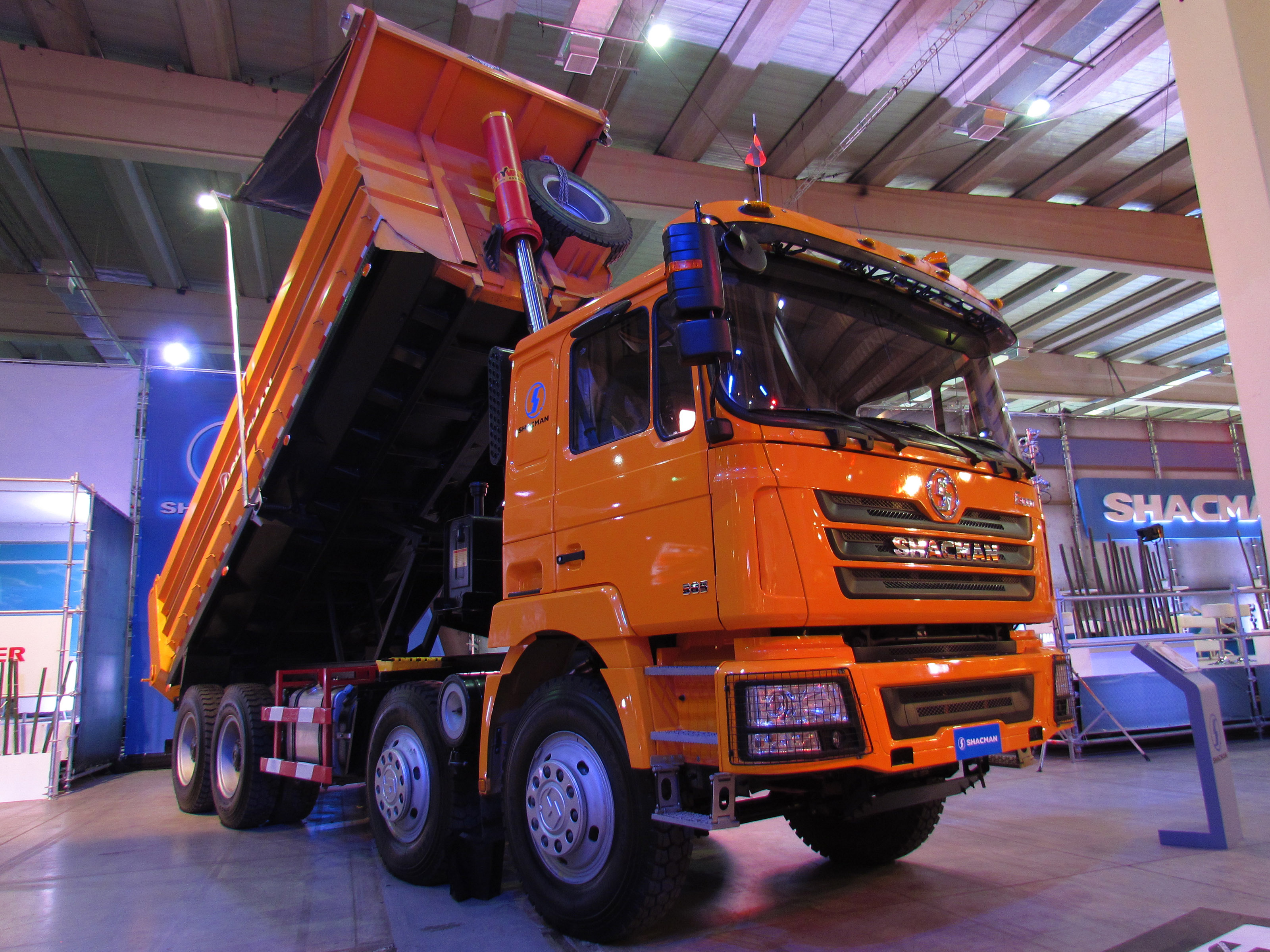
Shacman F 3000
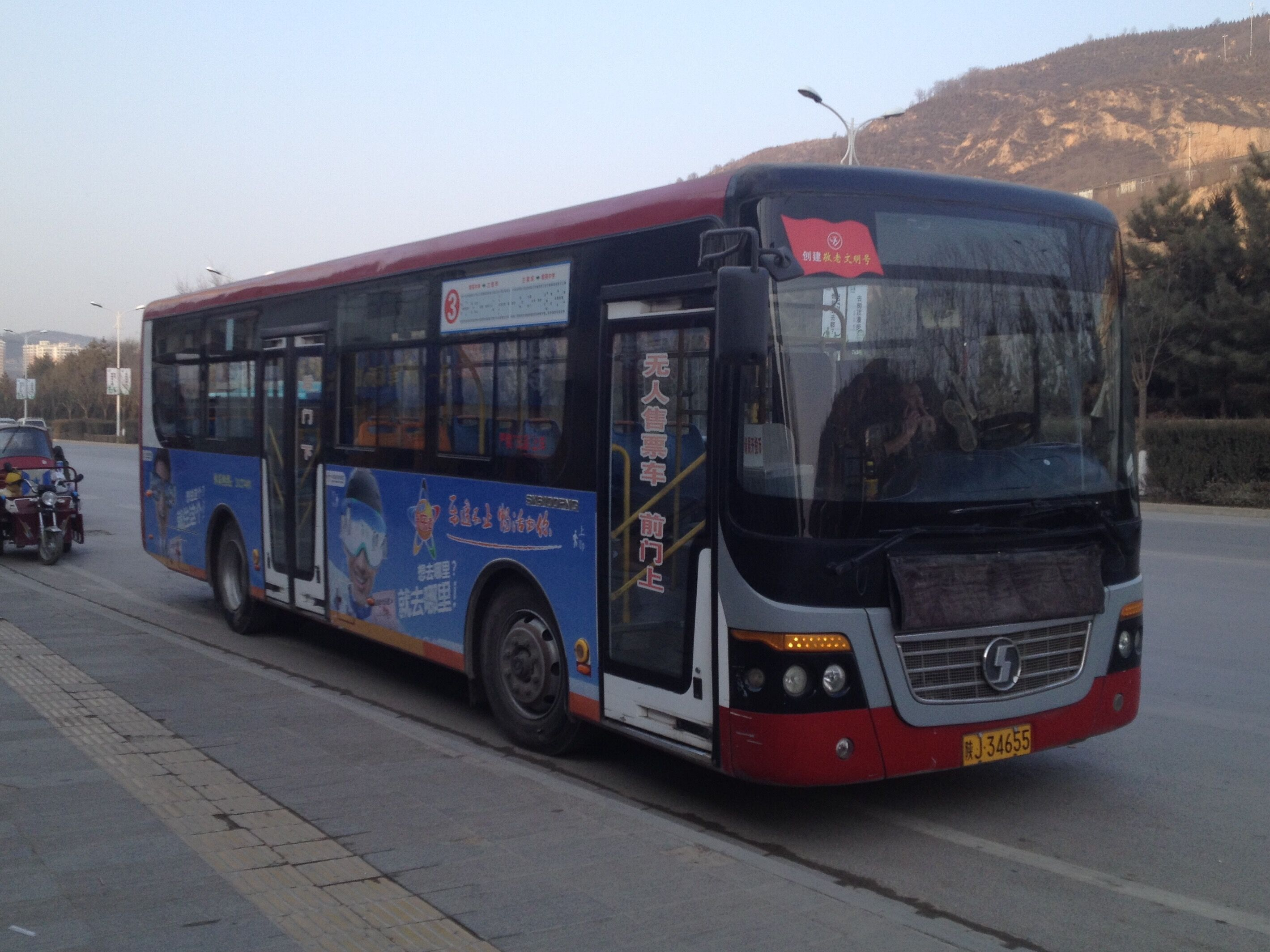
Eurostar bus
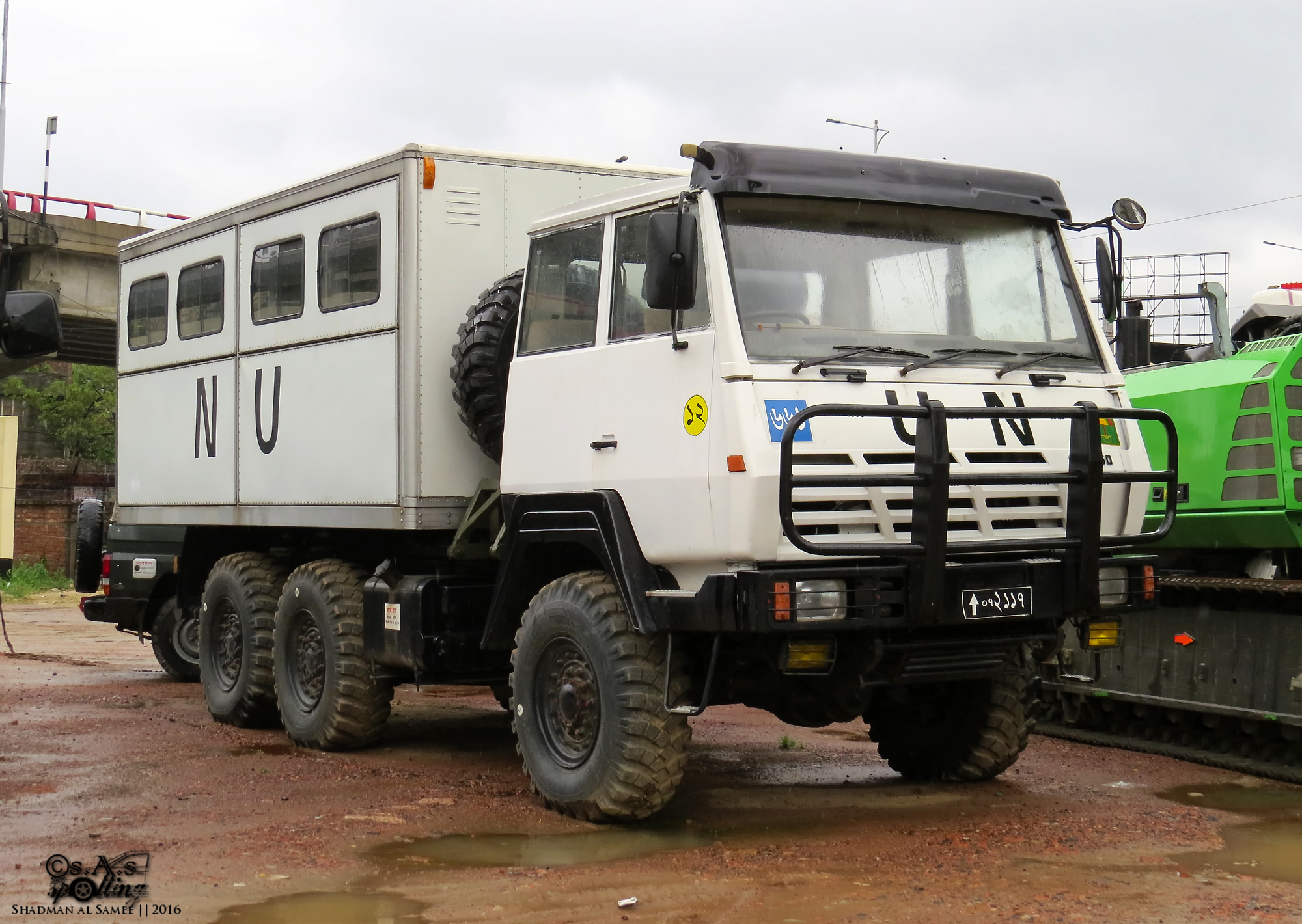
シュタイヤー91ベース車両であるバングラデシュ軍のSX2190（国連平和維持軍仕様車）